# Millry (Alabama)
Millry é uma cidade  localizada no estado americano de Alabama, no Condado de Washington.

## Demografia
Segundo o censo americano de 2000, a sua população era de 615 habitantes.
Em 2006, foi estimada uma população de 603, um decréscimo de 12 (-2.0%).

## Geografia
De acordo com o United States Census Bureau, a localidade tem uma área de 20,1 km², dos quais 20,0 km² cobertos por terra e 0,1 km² cobertos por água.

## Localidades na vizinhança
O diagrama seguinte representa as localidades num raio de 32 km ao redor de Millry.